# Pettendorf (Gemeinde Hausleiten)
Pettendorf ist eine Ortschaft mit 249 Einwohnern (1. Jänner 2024) im Bezirk Korneuburg in Niederösterreich. 

Pettendorf wurde am 1. Jänner 1971 als Katastralgemeinde der Marktgemeinde Hausleiten eingegliedert.

## Geschichte

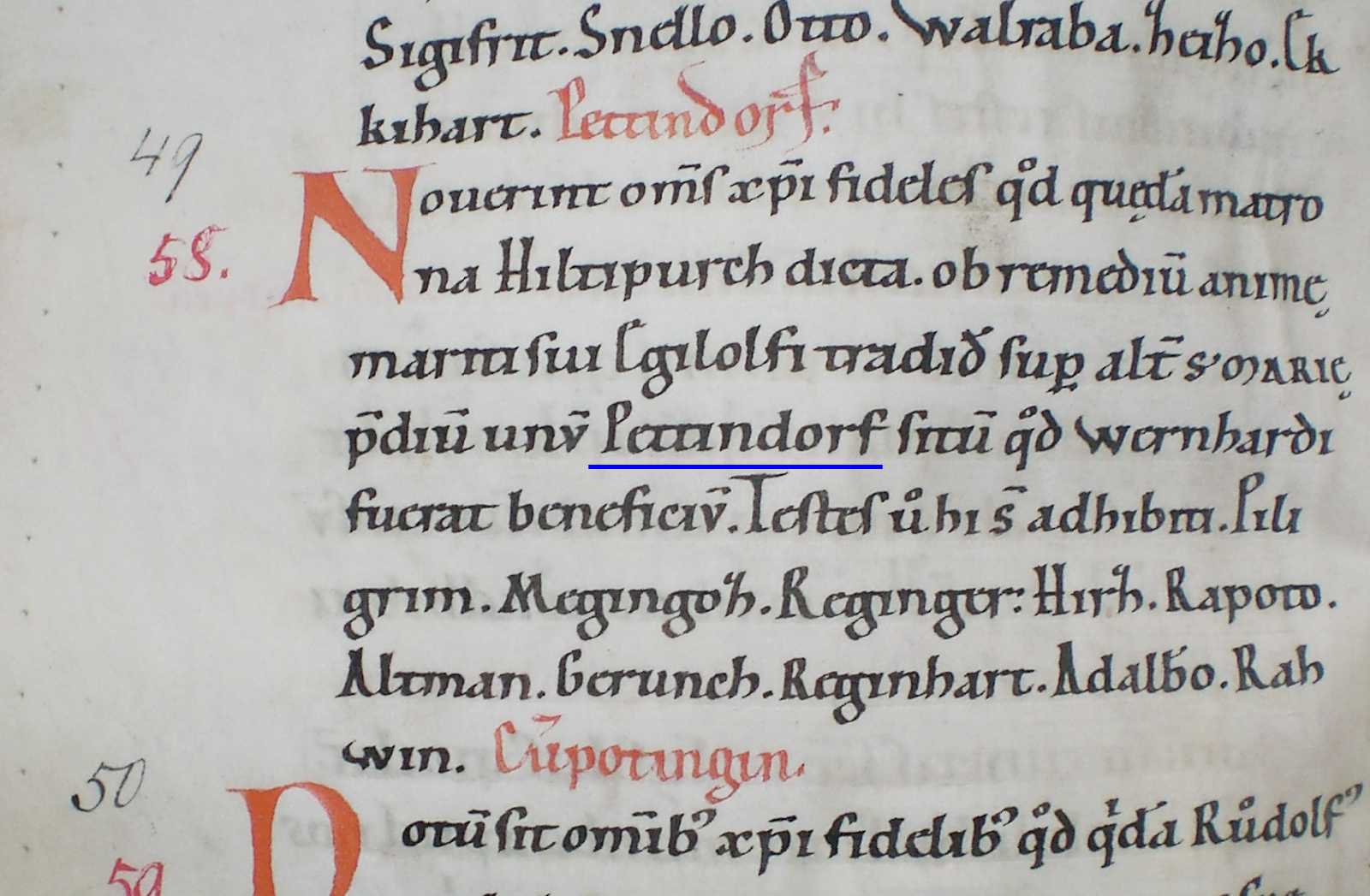
Erste urkundliche Erwähnung

Die edelfreien Pettendorfer (nach denen auch das Oberpfälzische Pettendorf benannt ist) zählten zu den bedeutendsten Adelsgeschlechtern des Nordgaus. Friedrich III. von Pettendorf (ca. 1070 bis 1121) war mit Heilika (ca. 1090 bis nach 1110) – einer Tochter der hl. Agnes aus ihrer ersten Ehe mit dem schwäbischen Herzog Friedrich I. von Staufen – verheiratet. Die Witwe Agnes heiratete 1106 den Babenberger Leopold III. Im Gefolge der Babenberger zogen Vertreter der Familie Pettendorf als Vögte nach Osten und legten am Leeberg oder Löwen, einem aus Hallstattzeit stammender Tumulus an der Wagramkante mit hervorragenden Blick ins Tullnerfeld und zur Wiener Pforte, einen sogenannter befestigter Hausberg an. In unmittelbarer Nähe wurde das heute noch als typisches Runddorf erkennbare Dorf errichtet.
Die erste urkundliche Erwähnung Pettendorfs findet sich nach 1108 und vor 1114 in den Traditionscodices des Stiftes Göttweig. Unter A f. 30 v Nr. 61 bzw. B f. 24 v Nr. 58 findet sich dieser Eintrag:

„Noverint omnes Christi fideles, quod queam matrona Hiltipurch dieta ob remedium anime mariti sui Egilolfi tradit super altares. Marie predium unum Peitindorf situm, quod Werinhardi fuerat beneficium. Testos vero voro hii sunt adhibiti: Pilgrim, Meginoz, Reginger, Hirz, Rapoto, Altmann, Gerune, Reginhard, Adalbero, Rahawin. (Frau Hiltipurch widmet Göttweig als Seelgerät für ihren verstorbenen Gatten Egilof ein Gut zu Pettendorf, das ein Lehen Werinhards war.)“

Dies ist nach heutigem Wissensstand die erste Urkundliche Erwähnung des Dorfes.

### Entwicklung der Herrschaft

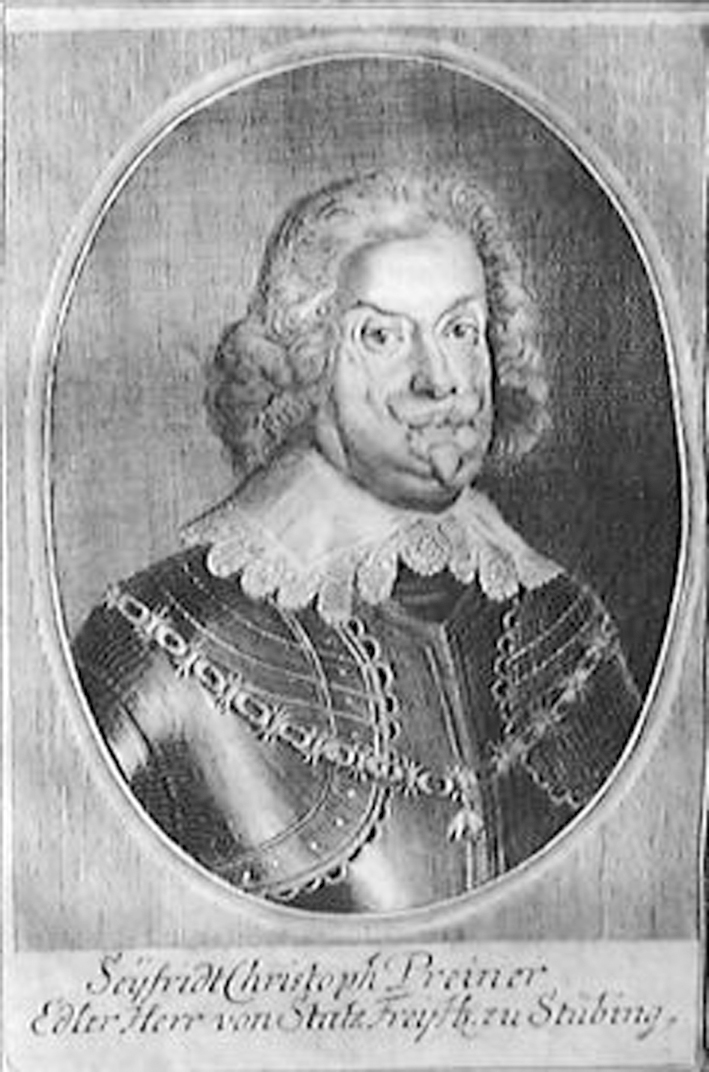
Seyfried Christoph Reichsgraf Breuner

Aus den vorhandenen Urkunden ist ersichtlich, dass im 14. Jahrhundert das Wiener Adelsgeschlecht Dossen und im 15. Jahrhundert das Geschlecht der Ebersdorfer die Grundherren von Pettendorf waren. Nach dem Aussterben der Ebersdorfer erbten die Eyzinger das Dorf. Stephan von Eyzing erwarb 1475 von Kaiser Friedrich III. das erste Marktrecht für den Ort. Dieses Datum ist im noch heute vorhandenen Pranger festgehalten. 1620 erbte Reichsgraf Seyfried Christoph von Breuner von seinem Großvater (mütterlicherseits) Philip Christoph Freyherrr von Eyzing auch Pettendorf. Er erwirkte 1637, dass Kaiser Ferdinand III. dem Dorf neuerlich Marktrecht verlieh.
Der Marktflecken Pettendorf blieb bis 1848 im Besitz der Grafen von Breuner. Einige Halblehnen des Dorfes gehörten seit dem Mittelalter dem Dominikanerinnenkloster von Tulln. Diese Halblehen wurden nach der Auflösung des Klosters unter Joseph II. (um 1789) als Vogteilehen von den Breunern verwaltet. Die Einkünfte daraus gingen in den Kirchenfonds. Den Breuners gehörten in Niederösterreich zahlreiche Güter und Dörfer. Ihr Hauptsitz war in Asparn an der Zaya und in Grafenegg. Pettendorf wurde von ihrer Besitzung Neuaigen aus verwaltet. Noch heute existiert am südlichen Ortseingang die Zehent- und Robotscheuer in der zu Michaelis dies ist am 29. September – die Abgaben für die Herrschaft abgeliefert wurden.
Das Hilfsorgan der Grundobrigkeit zur Aufrechterhaltung und Überwachung des untertänigen Gemeinwesens war jahrhundertelang der sogenannte Marktrichter. Dem Marktrichter waren in größeren Gemeinden – so auch in Pettendorf – Geschworene zur Seite gestellt. Marktrichter und Geschworene wurden aus einem Dreiervorschlag der Gemeindebewohner gewählt und vom Grundherrn bestätigt. Der letzte Marktrichter von Pettendorf war Ferdinand Diwald.

### Die Revolution von 1848 und die Bauernbefreiung
In Österreich war es 1847/1848 zu einem Hungerwinter gekommen. Die wirtschaftliche Not traf die benachteiligten Bevölkerungsgruppen am härtesten. Schließlich kam es am 13. März 1848 in Wien mit dem Sturm auf das Ständehaus zum Ausbruch der Revolution. Der inzwischen 78-jährige Staatskanzler Fürst Metternich, die verhasste Symbolfigur des Absolutismus, trat zurück und floh nach England. Ein Erfolg der Revolution war die Bauernbefreiung. Dem schlesischen Abgeordneten Hans Kudlich war durch das Grundentlastungspatent die wirtschaftliche Befreiung der Bauern gelungen, die jahrhundertelange Erbuntertänigkeit wurde aufgehoben, der Bauer wurde freier Eigentümer seines Bodens. Nach dem Grundentlastungsgesetz vom 4. März 1849 (Durchführungsbestimmungen) waren manche Leistungen unentgeltlich aufzuheben, andere zu zwei Drittel abzulösen. Der Bauer hatte ein Drittel der Entschädigungssumme zu bezahlen, das Kronland das zweite Drittel, das dritte Drittel ging durch den Wegfall der bäuerlichen Verpflichtung auf Kosten der Herrschaft. Für die Menschen in Pettendorf bedeutete dies jedenfalls die Ablösung der Grafen Breuner als ihre Grundherrn.
Auch die bisherige Verfassung und Verwaltung der Gemeinden wurde mit dem provisorischen Gemeindegesetz vom 17. März 1849
geändert. Den Gemeinden wurde ein selbstständiger Wirkungskreis eingeräumt, aber auch die Verpflichtungen auferlegt, bei der öffentlichen Verwaltung mitzuwirken. Damit verbunden war auch die Schaffung der neuen Oberbehörden: Bezirks- und Kreisgerichte entstanden, die Bezirkshauptmannschaft löste das Kreisamt ab. Jede Gemeinde konnte nun ihren Vorsteher und ihre Vertreter frei wählen.
Im Sommer 1850 kam es zur Gründung der Marktgemeinde Pettendorf zu der die Ortschaften Pettendorf, Wolfpassing, Seitzersdorf und Zissersdorf gehörten. Vor dem Bezirkscommissär von Stockerau N. Stögermayer wählten die Bewohner der Gemeinde Pettendorf den Schustermeister Leopold Fischer aus Wolfpassing zu ihrem Bürgermeister und die Bauern Josef Kienböck aus Pettendorf und Johann Lederer aus Zissersdorf zu Gemeinderäten. Sie wurden in der Pettendorfer Kirche vom Dechanten und Pfarrer zu Hausleiten Ignaz Kainz angelobt.

### Die Zeit bis zum Ende der Monarchie
Mit der Aufhebung von Robot und Zehent, mit der Grundentlastung, dem Aufhören grundherrlicher Ansprüche auf Geld- und Naturalabgaben wurde in Österreich die größte Eigentumsverschiebung ausgelöst, die es jemals hier gab. Mit der Selbstverwaltung der Gemeinden begann nun ebenfalls ein neuer Abschnitt im Leben der Bewohner. Natürlich dauerte es Jahre, bis sich alle Neuerungen und Reformen voll durchsetzen konnten. Nach der Erscheinung in Lourdes 1858 wurde auf den Pranger eine Marienstatue aufgesetzt, die bis in die 1930er Jahre vorhanden war. Pettendorf entwickelt sich kontinuierlich und es entstehen in dem bisher rein bäuerlichen Dorf zahlreiche Gewerbebetriebe. 1862 lässt sich auch ein Wundarzt hier nieder. 1866 wird Pettendorf für einige Wochen preußisch. 1873 wird Österreich aus militärstrategischen Gründen vermessen und festgestellt, dass Pettendorf über 80 Häuser und 50 Stallungen verfügt, die bei bequemer Unterkunft für 70 Militärpersonen und 10 Pferde, bei gedrängter Unterkunft für 400 Mann und 50 Pferde reichen. Freiwillige Feuerwehr (1885) und Milchgenossenschaft (1902 bis 1970) werden gegründet.
Im Jahre 1884 wird die Großgemeinde aus den oben genannten Orten aufgelöst, trotzdem erreicht die nun selbstständige Marktgemeinde Pettendorf 1890 mit 458 Einwohnern ihren höchsten Bevölkerungsstand. Ab 1904 wird eine Befestigung der Donaulinie geplant und errichtet, die Rückhalt in einem möglichen Zweifrontenkrieg mit Italien und Russland bieten soll. Pettendorf erhält – zum Schutze des Brückenkopfes Tulln – das heute noch als Ruine vorhandene Gürtelhauptwerk. Es bot 70 Mann Platz und war mit einer – für anrückende Truppen nicht sichtbaren Doppelbatterie Kanonen – ausgestattet. Diese Einrichtungen kamen jedoch nie zum Einsatz.

### Seit 1918
Der Erste Weltkrieg forderte 6 Opfer in Pettendorf. Nach dem Krieg kommt es auch in Pettendorf zu zahlreichen Einbrüchen und Plünderungen, so dass die Ortsbewohner zum Selbstschutz griffen und einen Wachdienst aufstellten. 1925 wird in Österreich die Schillingwährung eingeführt, an der der Pettendorfer Viktor Kienböck (1873–1956) maßgeblich beteiligt war. Kienböck war zu dieser Zeit Finanzminister der Republik Österreich.
1927 versuchten sich die Pettendorfer als Passionsspieler. Mehr etwa 15 % der Ortsbevölkerung beteiligten sich aktiv.
Im Zweiten Weltkrieg waren über 25 Gefallene zu beklagen. 1945 wurden – bei damals 334 Einwohnern – vorübergehend 700 Soldaten der Roten Armee einquartiert. Bis 1955 war der Ort Teil der sowjetischen Besatzungszone.
Anfang der 1970er Jahre erregt der Pettendorfer Landwirt Johann Ebermann mit seiner Jungrindermast internationales Aufsehen. Zahlreiche Delegationen bäuerlicher Funktionäre und Wissenschaftler aus dem europäischen Ausland, aus den USA und Kanada und aus Japan kommen, um die hier praktizierte Form bei der Aufzucht von Stieren in praktischer Anwendung kennenzulernen.
Die Selbstständigkeit Pettendorfs endete am 31. Dezember 1971. Aufgrund der am 7. Dezember 1965 für Niederösterreich beschlossenen großen Gemeindereform wird Pettendorf Katastralgemeinde der Marktgemeinde Hausleiten. Damit wird politisch nachvollzogen, was auf pfarrlichem Gebiet bereits seit fast 900 Jahren der Fall war.

## Die Kirche St. Barbara und das Schulwesen

Kirche St. Barbara, im Vordergrund die alte Schule

1692 schenkte Philipp Christoph Graf Breuner seiner Marktgemeinde den Bauplatz für eine Kirche (Kapelle), die am Barbaratag 4. Dezember 1693 eingeweiht wurde. Die Kirche St. Barbara wurde vom Pfarrer von Hausleiten betreut. Zahlreiche Versuche der Pettendorfer, eine eigene Pfarre zu werden, scheiterten. Zwar wurde St. Barbara als Filialkirche von Hausleiten anerkannt und später als Expositur mit einem eigenen Messleser und einem von der Gemeinde bezahlten Pfarrhaus eingerichtet, trotzdem gelang es – bis heute nicht – nicht, sich von der Pfarre Hausleiten zu lösen. Die hochbarocke Saalkirche mit einem Dachreiter liegt dominant auf dem Kirchenplatz. Auch der Innenraum – in dem sich u. a. auch eine Schwarze Madonna befindet – ist barock ausgestattet.
Auf dem Altartisch des rechten Seitenaltars, der der heiligen Familie gewidmet ist, befindet sich seit dem Patrozinium 2005 eine schwarze Madonna. Diese Madonna war rund 70 Jahre im Pfarrhof von Hausleiten verschollen, nachdem sie zuletzt bis ca. 1930 in einer Nische unter der Orgel beim Eingang stand. Davor dürfte sie im Kirchenraum gestanden sein, wo sie 1701 von einem Vesperbild abgelöst wurde. In älteren Aufzeichnungen wird die Statue als „Schwarze Mutter von Loretto“ benannt, was allerdings falsch ist. Tatsächlich handelt es sich dabei um eine beglaubigte (durch Siegel auf der Rückseite bestätigte) Kopie der Madonna von Altötting (ca. 1330), die zur Bauzeit der Barbara-Kapelle (1693) oder vermutlich sogar noch früher entstanden ist. Anfang 2000 wurde von Pfarrer Peter Janousek diese Statue in einer Schublade im Pfarrhof von Hausleiten gefunden. Nach einer eingehenden Restaurierung durch Ralf Wittig, Restaurator aus Zwettl, wurde dieses Kleinod an seinem jetzigen Standort aufgestellt. Der hölzerne Sockel, der mit einem raffinierten Mechanismus zur Verhinderung von Diebstählen versehen ist, wurde von Tischlermeister Josef Nägerl aus Pettendorf angefertigt.
Eng verbunden mit dem Entstehen der Kirche ist auch das Schulwesen. Bereits 1702, neun Jahre nach Errichtung der Kirche, ist im Ort ein Schulbetrieb nachweisbar. Der Mesner oder eine des Lesens und Schreibens kundige Person begann – sehr zum Unmut des Pfarrers von Hausleiten, der ja dadurch Einnahmen verlor – mit dem Unterricht der Kinder.
Zwischen 1760 und 1762 wurde am südlichen Ortseingang (Haus Nummer 19, heute nicht mehr vorhanden) eine Schule errichtet. Die Schule bestand aus zwei Räumen: einem Klassenzimmer und einer Wohnstube für den Lehrer. 1872 wurden die Kinder aus Gaisruck nach langem Bemühen endlich in Pettendorf eingeschult. Das machte bald den Neubau des Schulhauses und die Anstellung einer zweiten Lehrkraft notwendig, denn nun waren rund 30 Kinder mehr in der Pettendorfer Schule. 1884 wird die alte Schule durch einen Neubau in der Ortsmitte (Haus Nummer 62) abgelöst. Am 22. Oktober 1884 erfolgte die Kollaudierung und Einweihung der neuen Schule mit Hochamt, Schlüsselübergabe, Ansprachen und einem Imbiss im neuen Schulhaus. 1910 erreichte die Schule mit 138 Kindern ihren höchsten Schülerstand. 1953 waren es nur mehr 19 Kinder. In dieser Schule wurde bis 1968 unterrichtet. Seither werden die Kinder aus Pettendorf nach Hausleiten zum Unterricht gebracht. Das Schulhaus aber hatte noch nicht ausgedient, sondern es wurde für Veranstaltungen im Ort adaptiert, nachdem auch das letzte Gasthaus seine Pforten geschlossen hatte. 1974 wurde die alte Lehrerwohnung (Gemeindehaus) abgetragen und das Feuerwehrhaus mit einer Gemeindestube errichtet. Dieses Gebäude wird nach und nach erweitert uns präsentiert sich heute als schmuckes Gemeinde und Feuerwehrhaus mit einem großen Versammlungssaal und Garagen für die Feuerwehrfahrzeuge.

## Kultur und Sehenswürdigkeiten
- Katholische Filialkirche Pettendorf hl. Barbara
- Verzeichnis der Flur- und Kleindenkmäler[3]

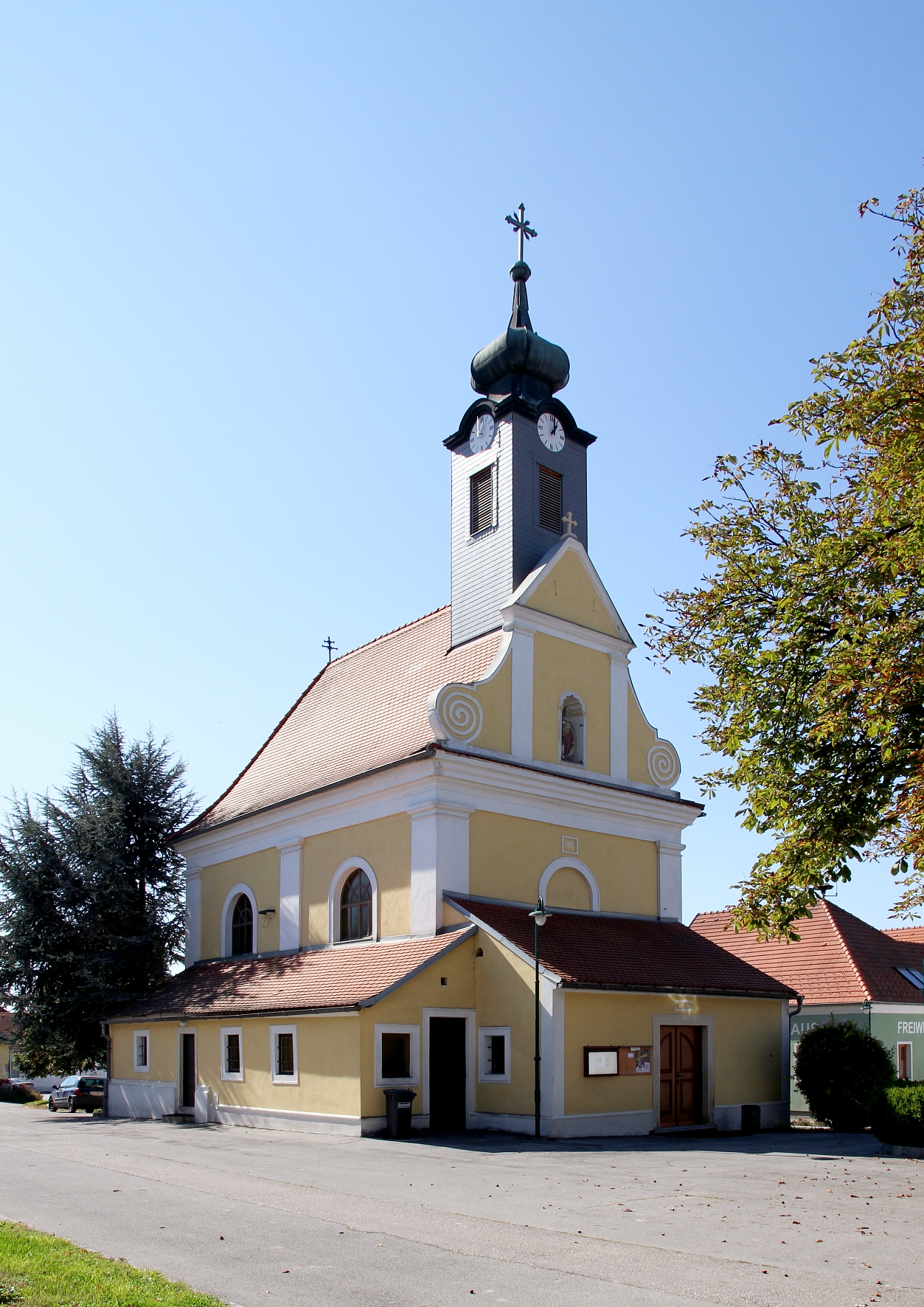
Filialkirche Pettendorf
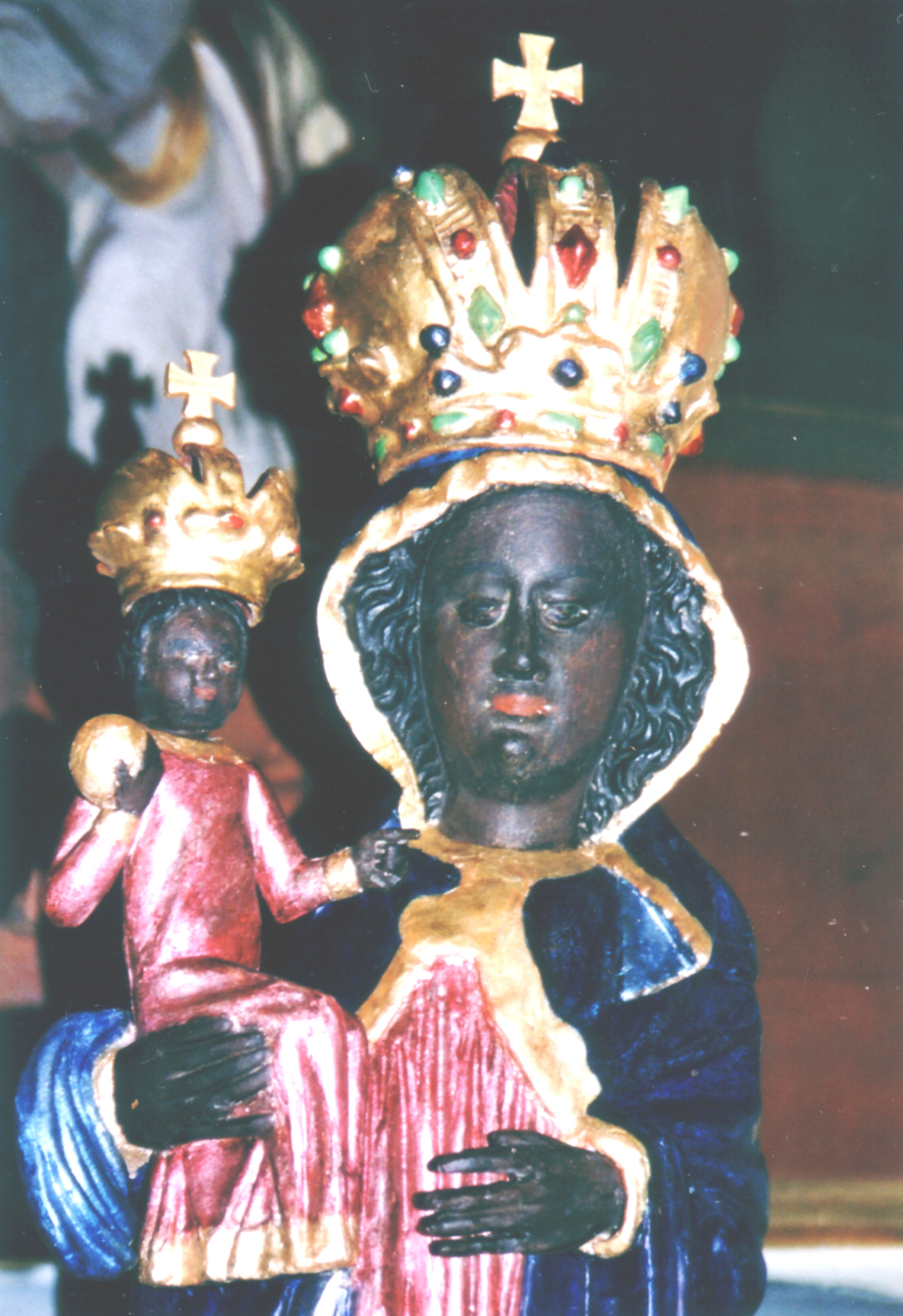
Schwarze Madonna in der Kirche von Pettendorf
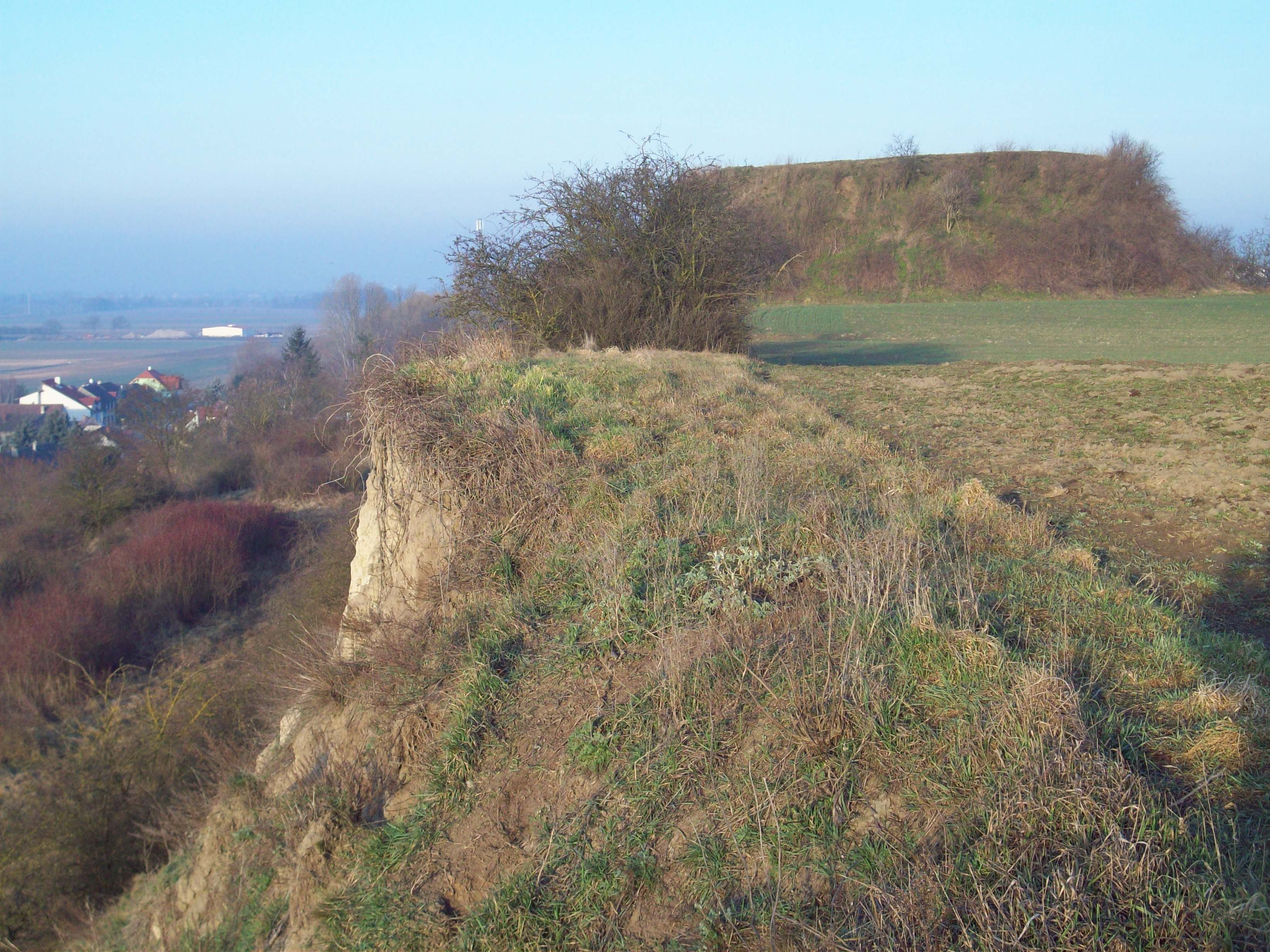
Leeberg: Hügelgrab am Wagram aus der Hallstattzeit. Im Mittelalter Hausberg mit Wehranlage
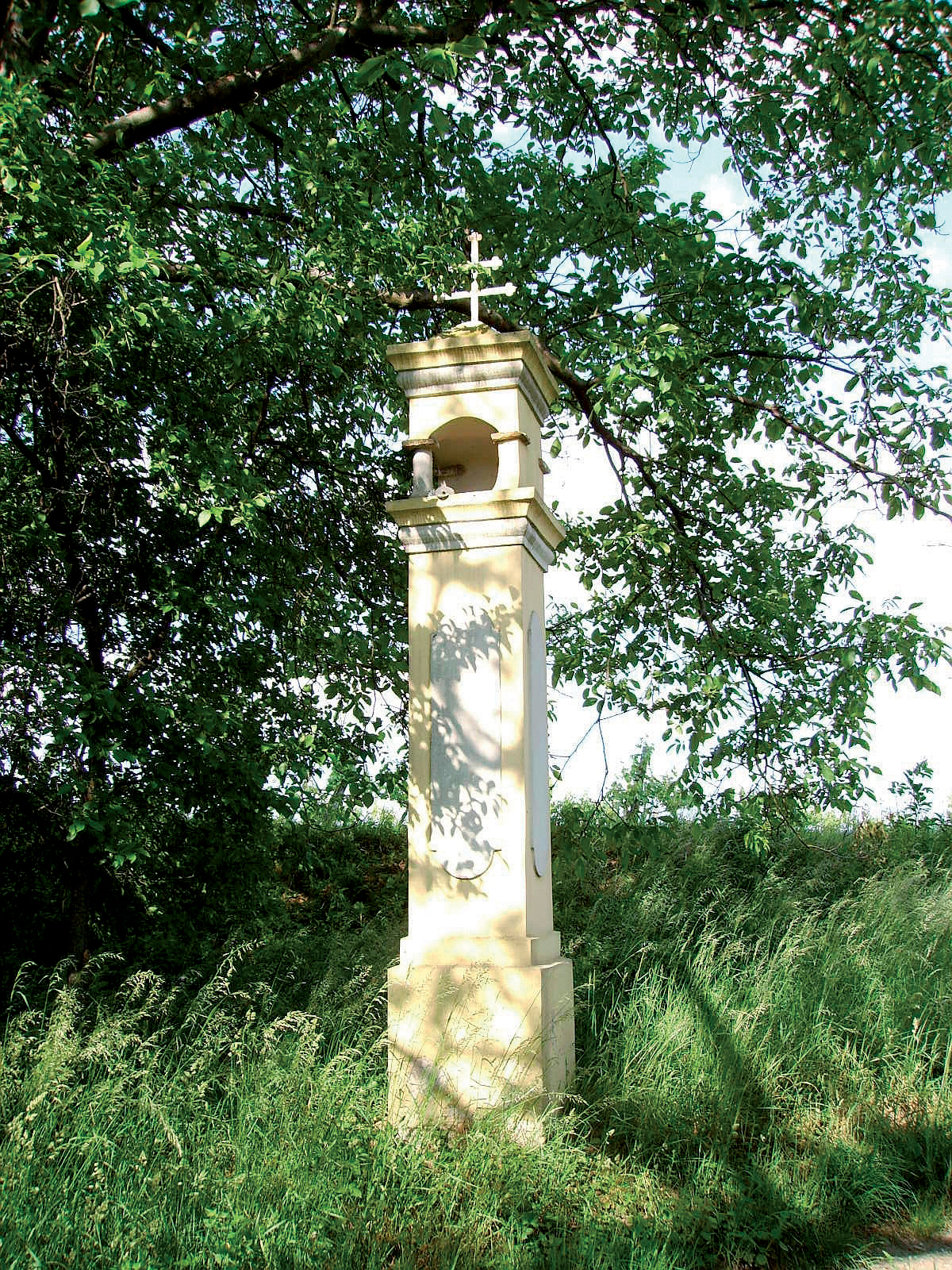
Bildstock in der Kellergasse in Richtung Leeberg
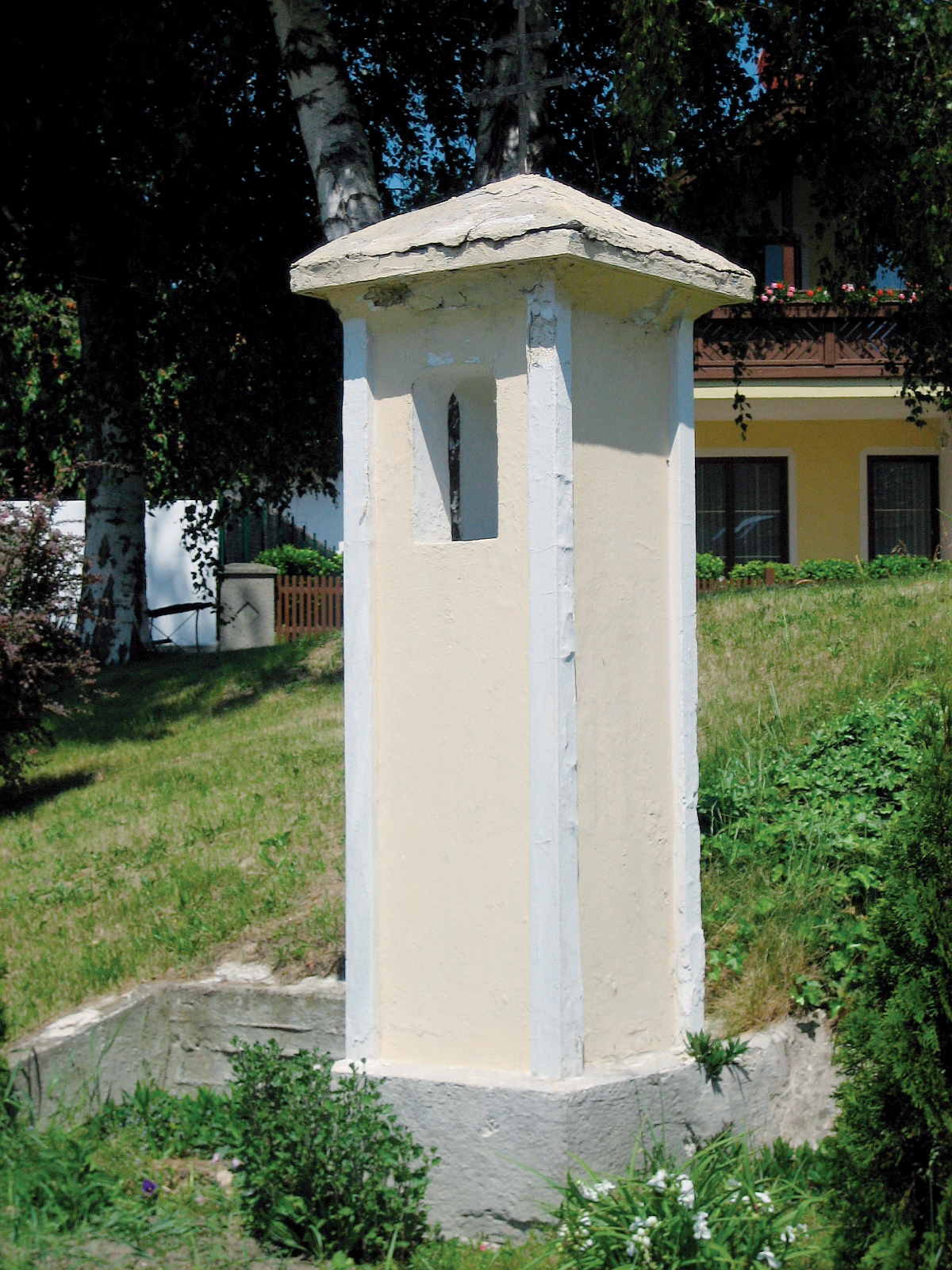
Bildstock an der südlichen Ortseinfahrt bei der ehemaligen Viehrampe; vor dem Haus Marktgasse 6
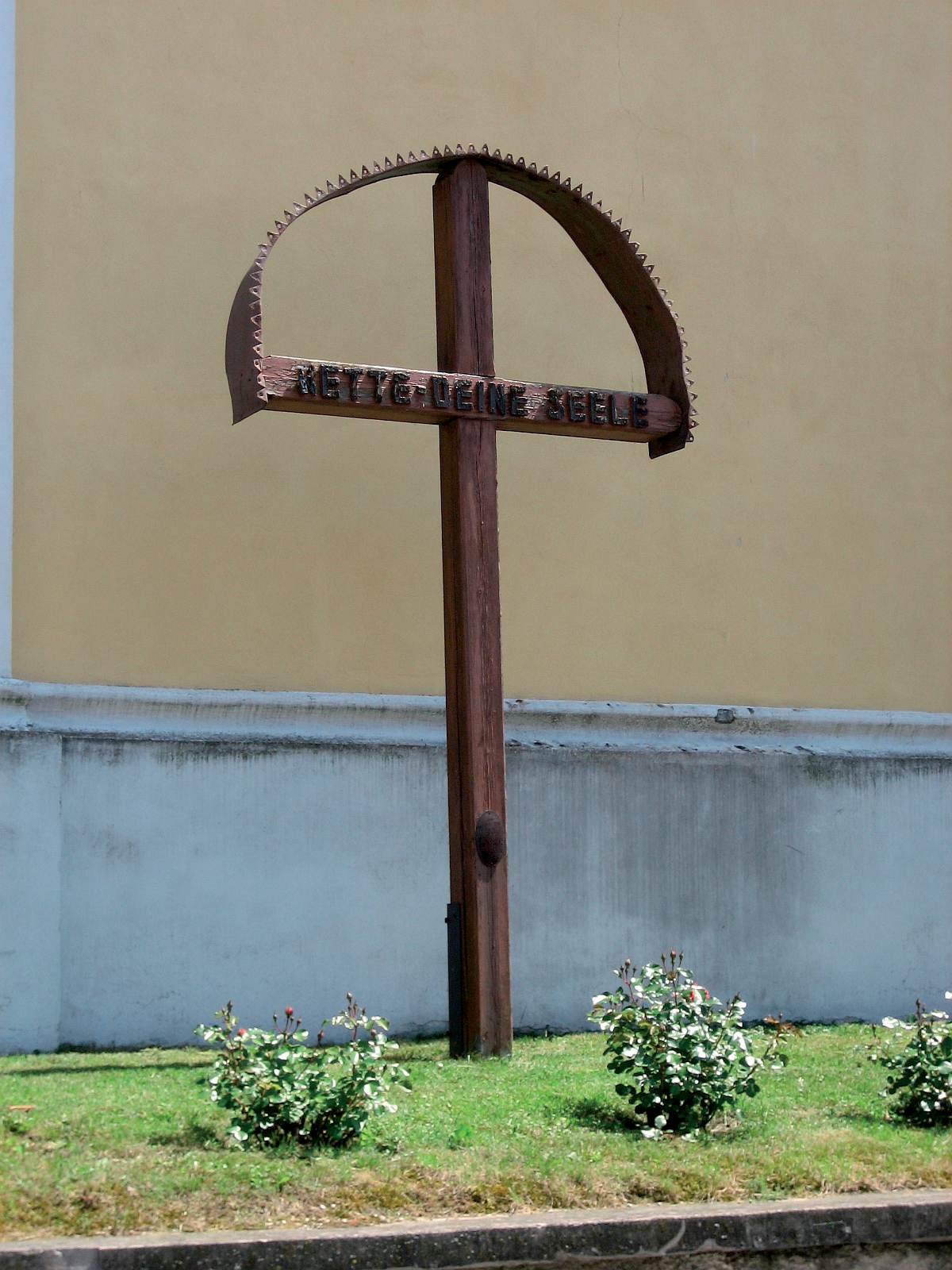
Missionskreuz an der Kirche
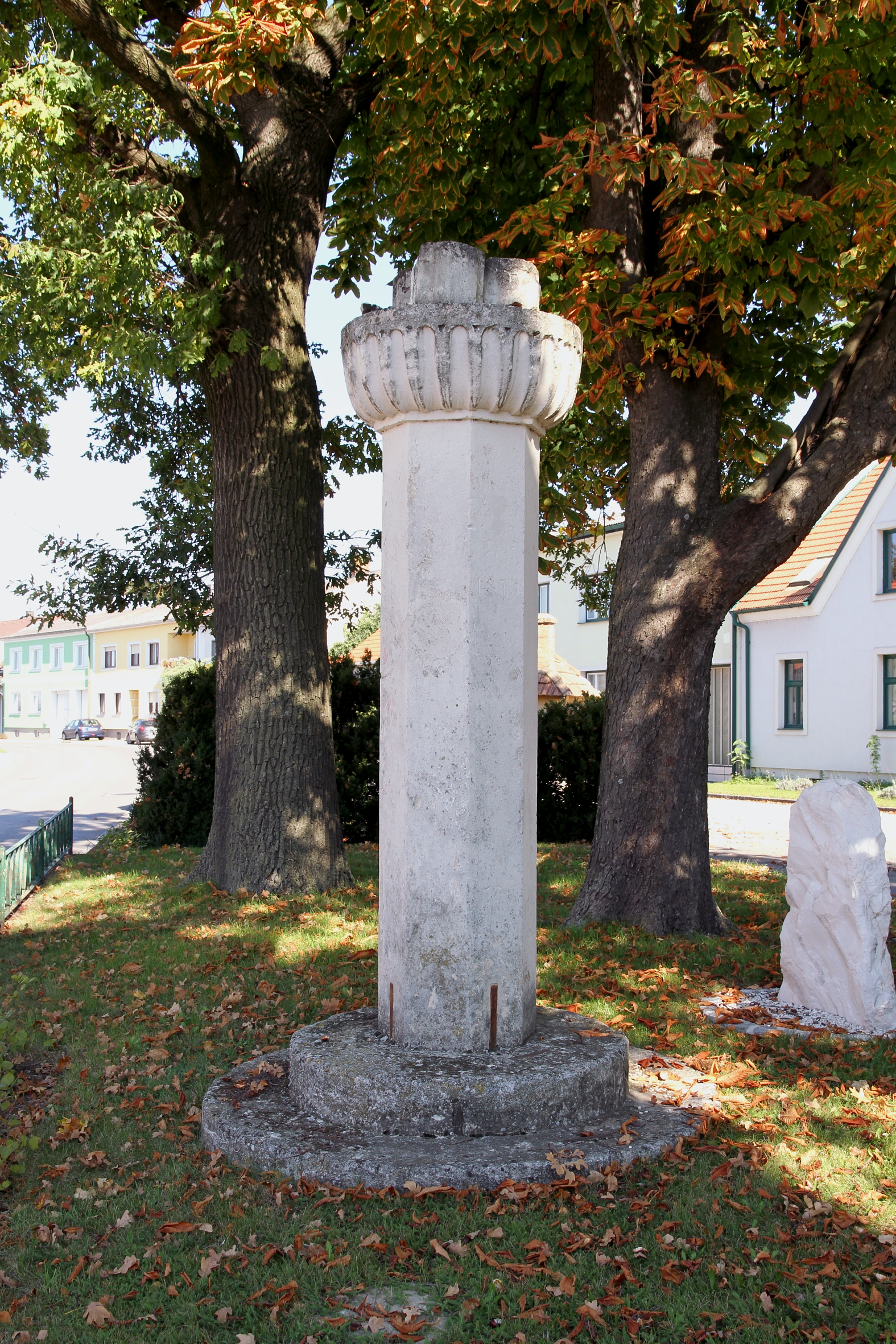
Pranger von 1475
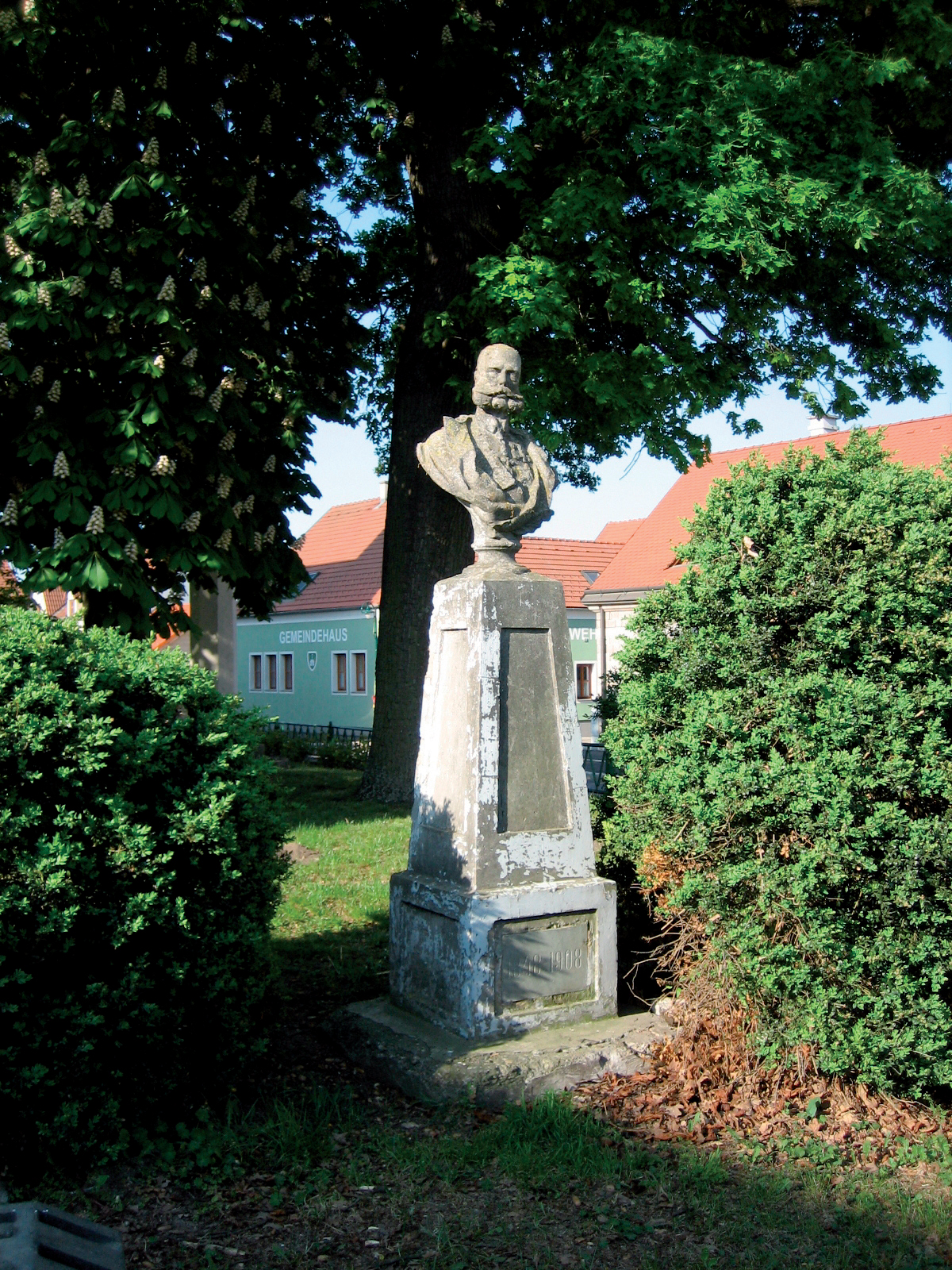
Kaiserbüste
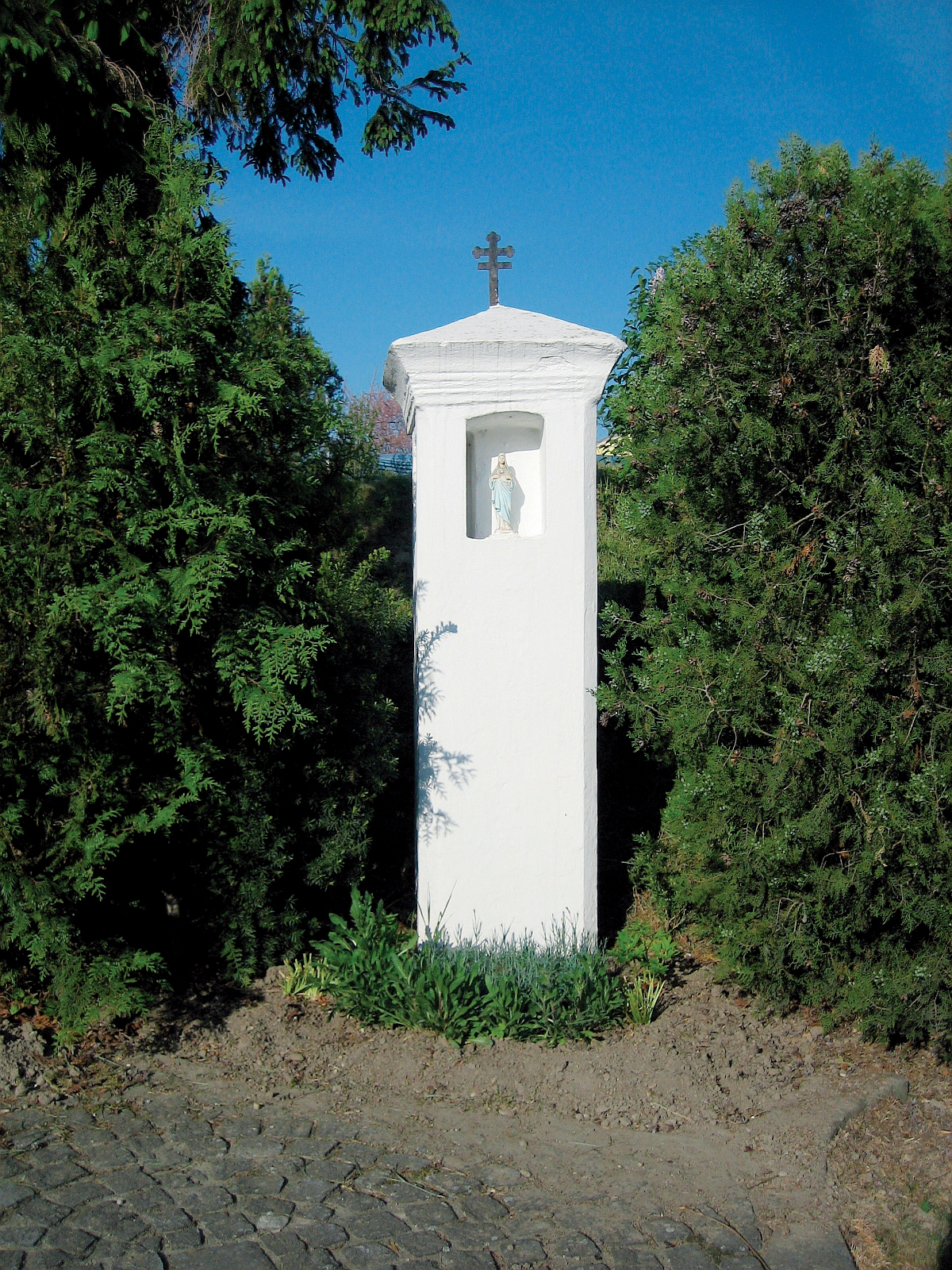
Bildstock bei Schretzmayer
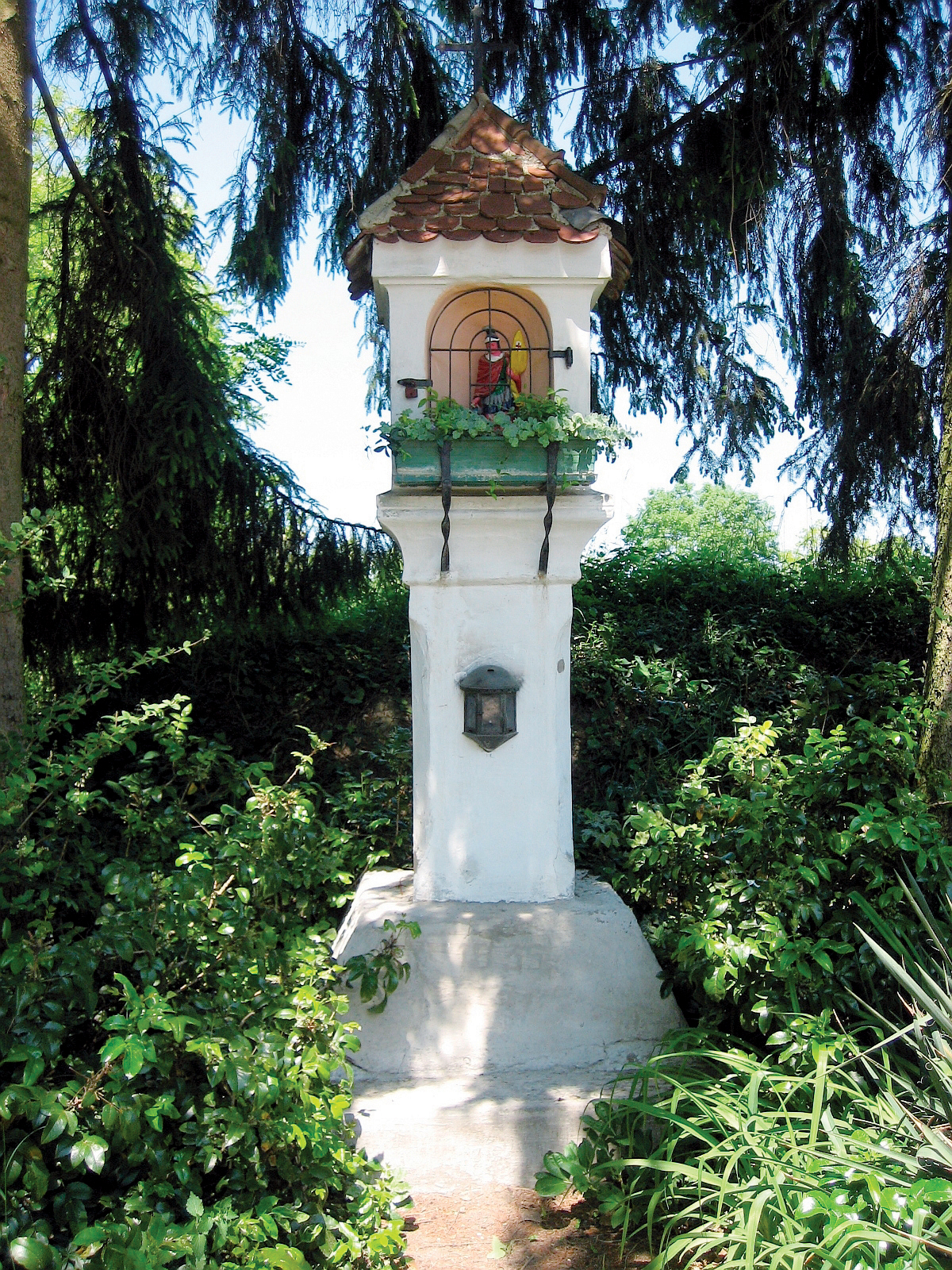
Floriani Bildstock
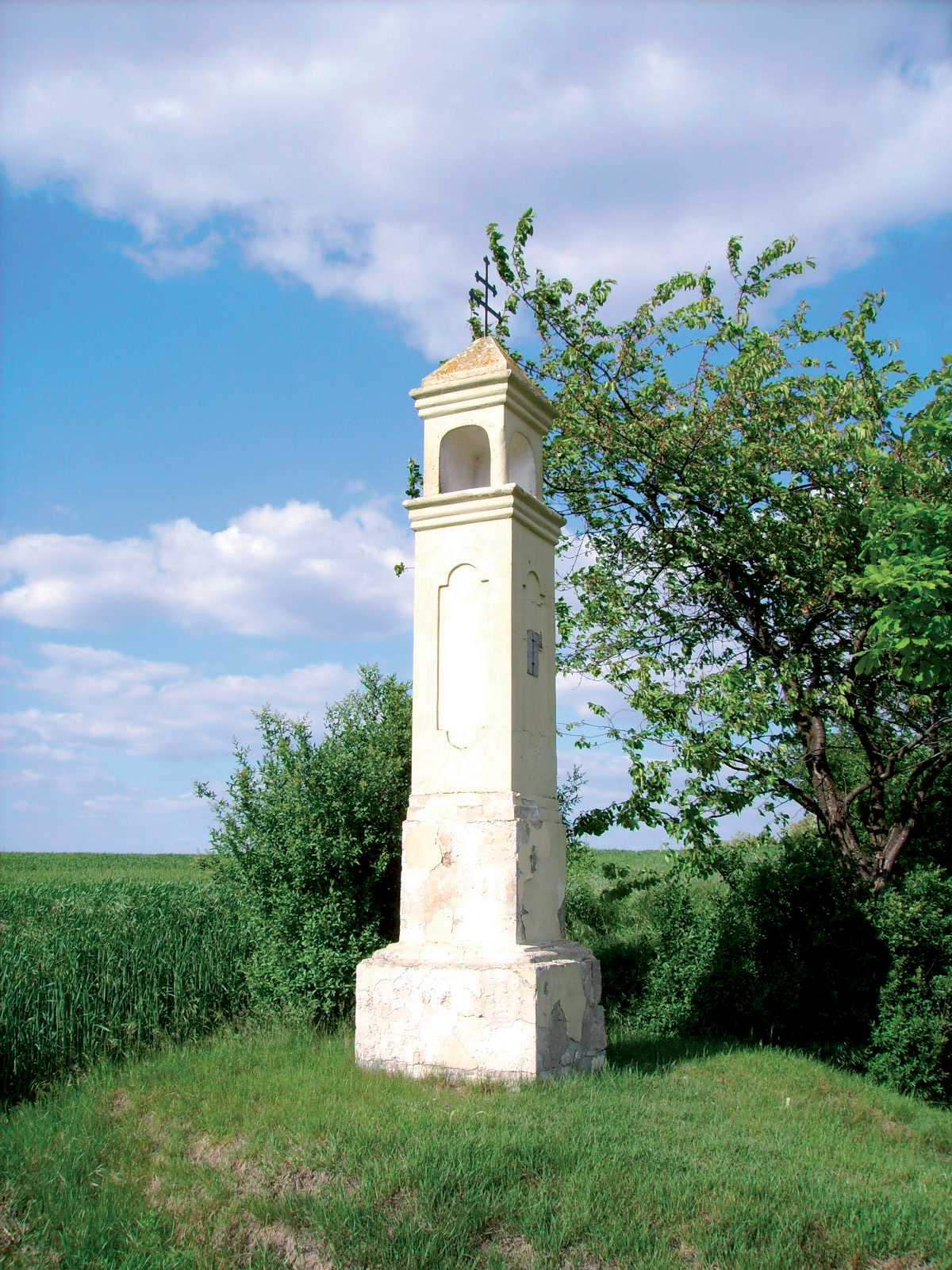
Franzosenkreuz
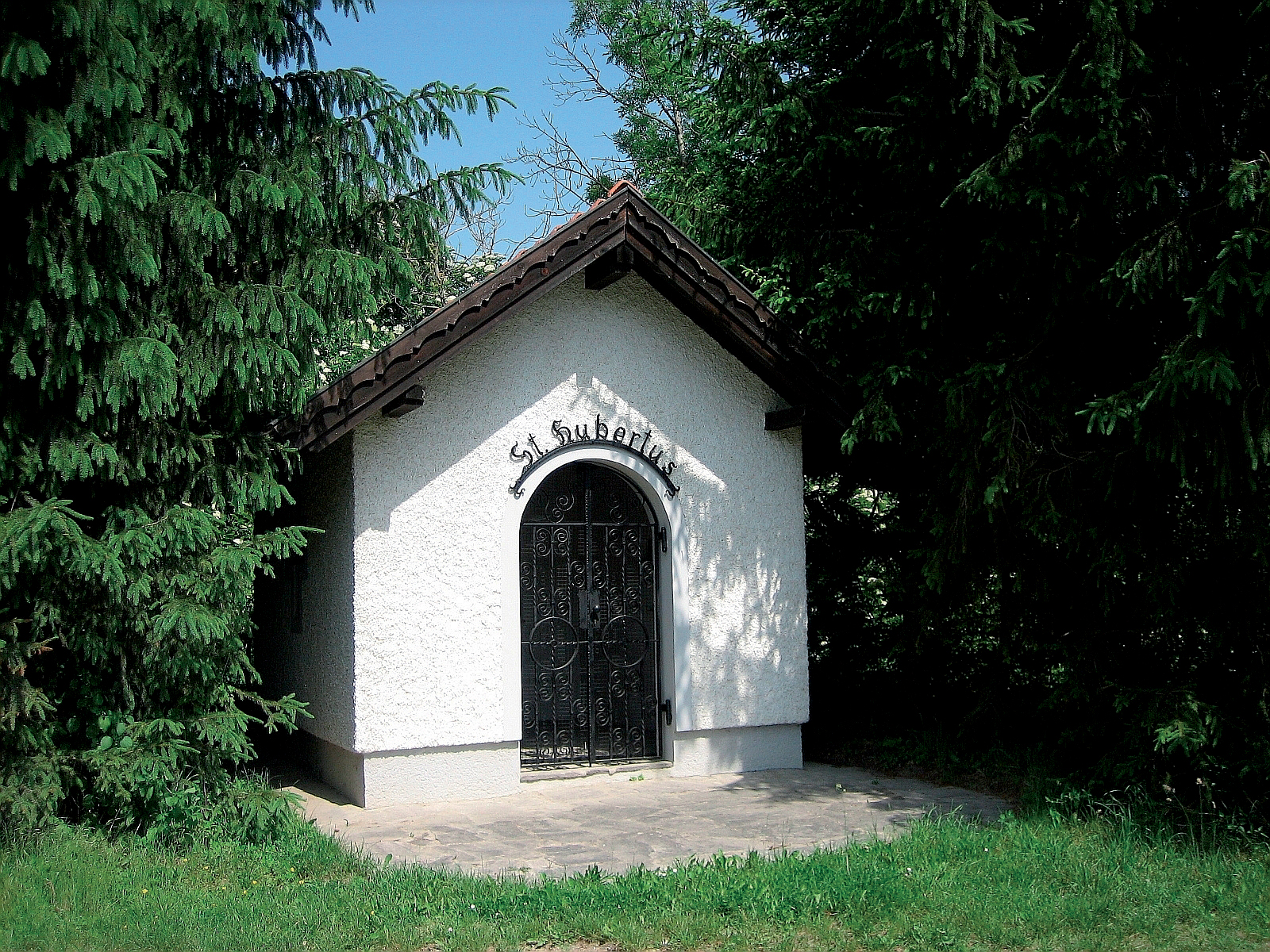
Hubertuskapelle
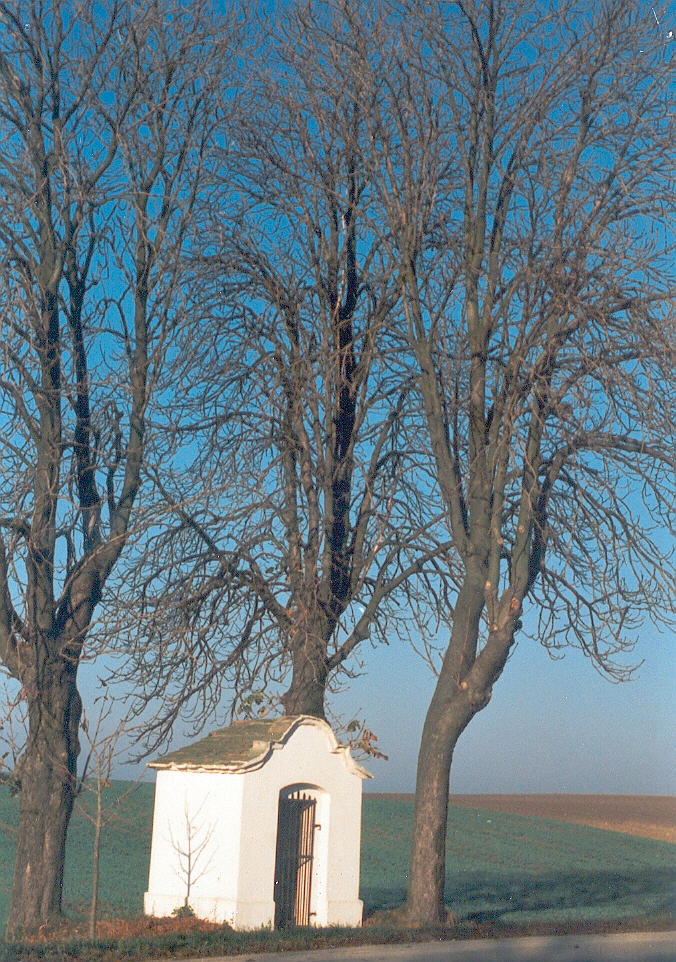
Kapellerl bei Reisinger
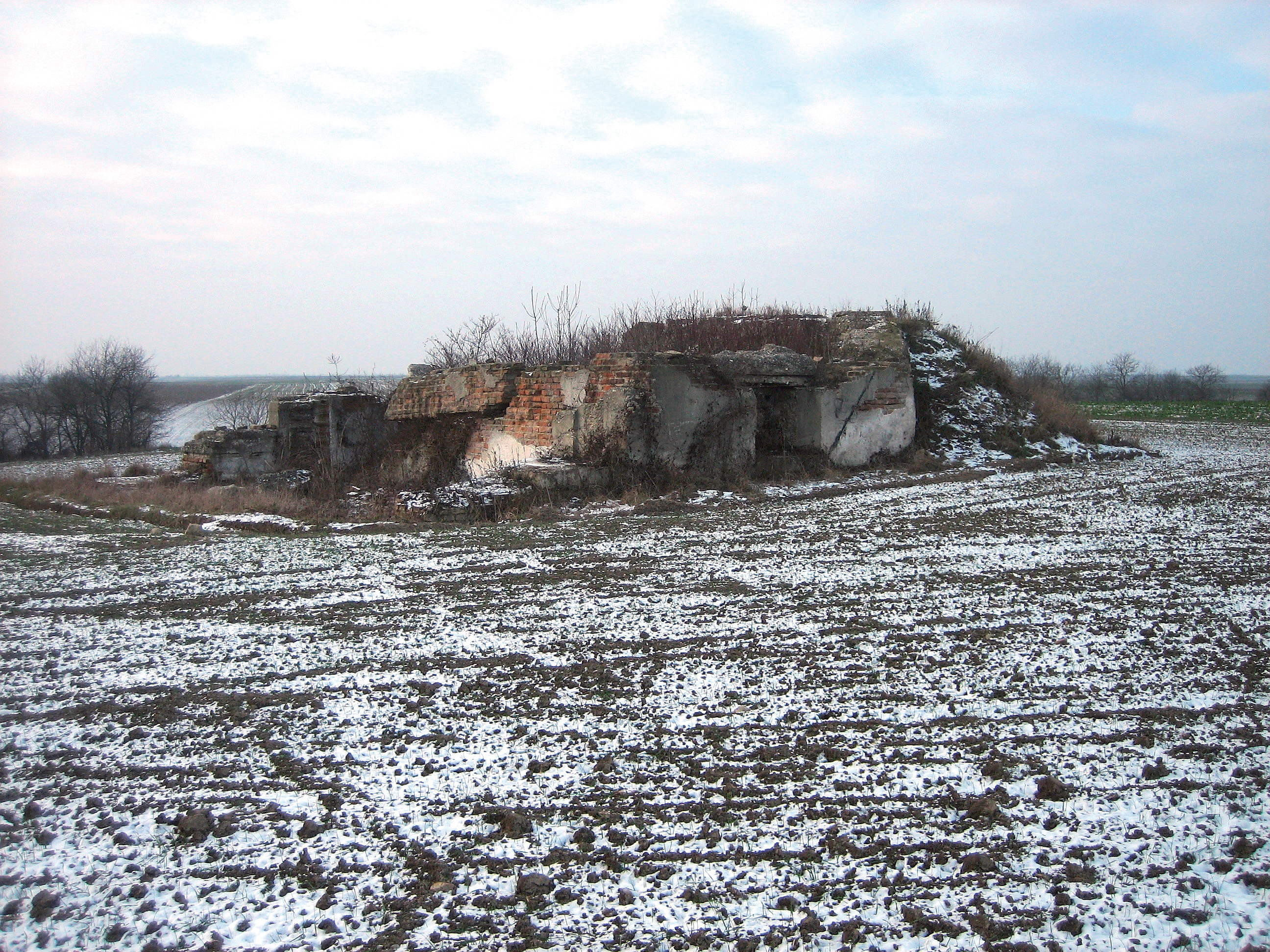
Gürtelwerk, militärische Befestigung von 1904
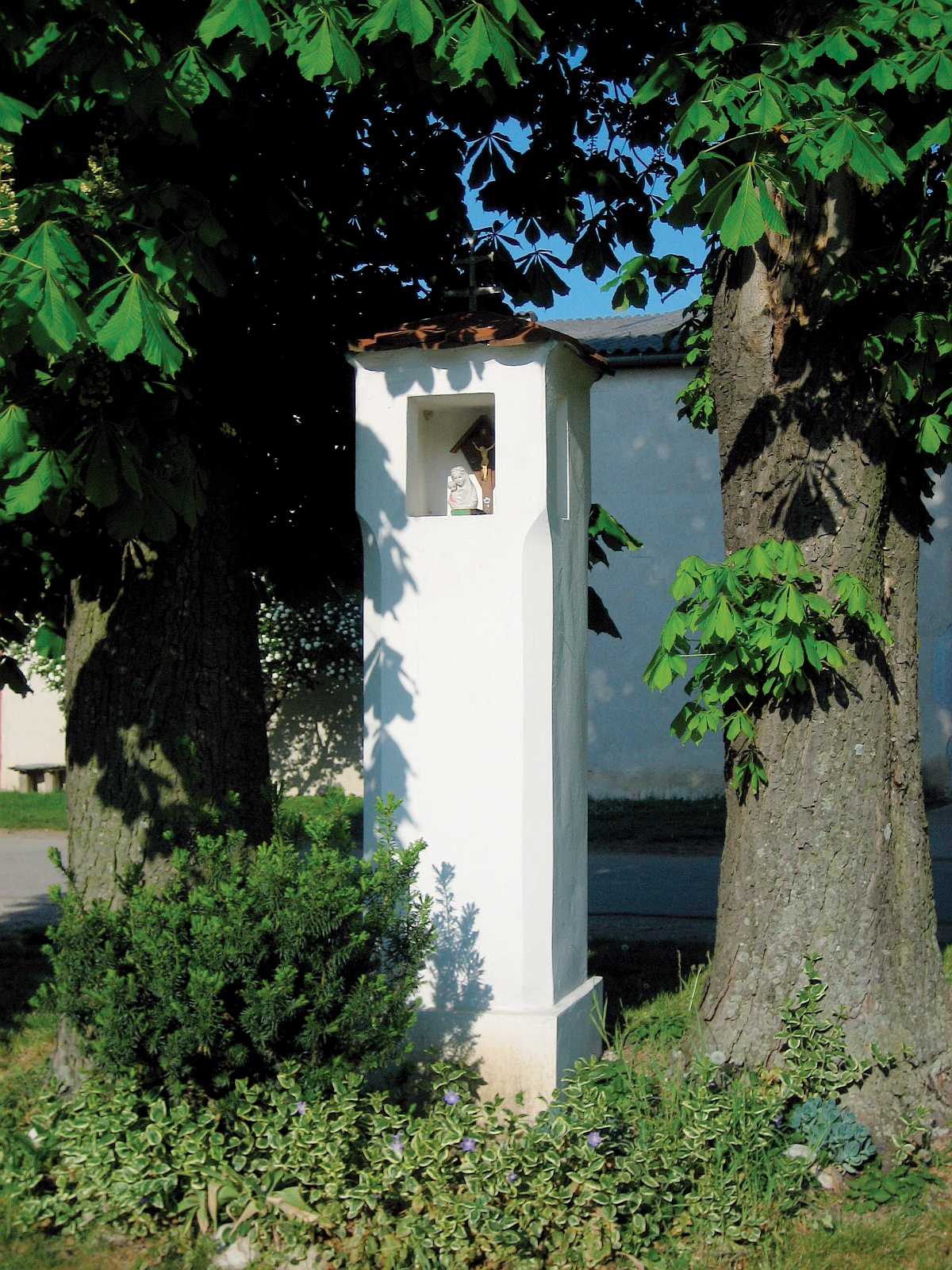
Bildstock Kellergasse Hintnaus
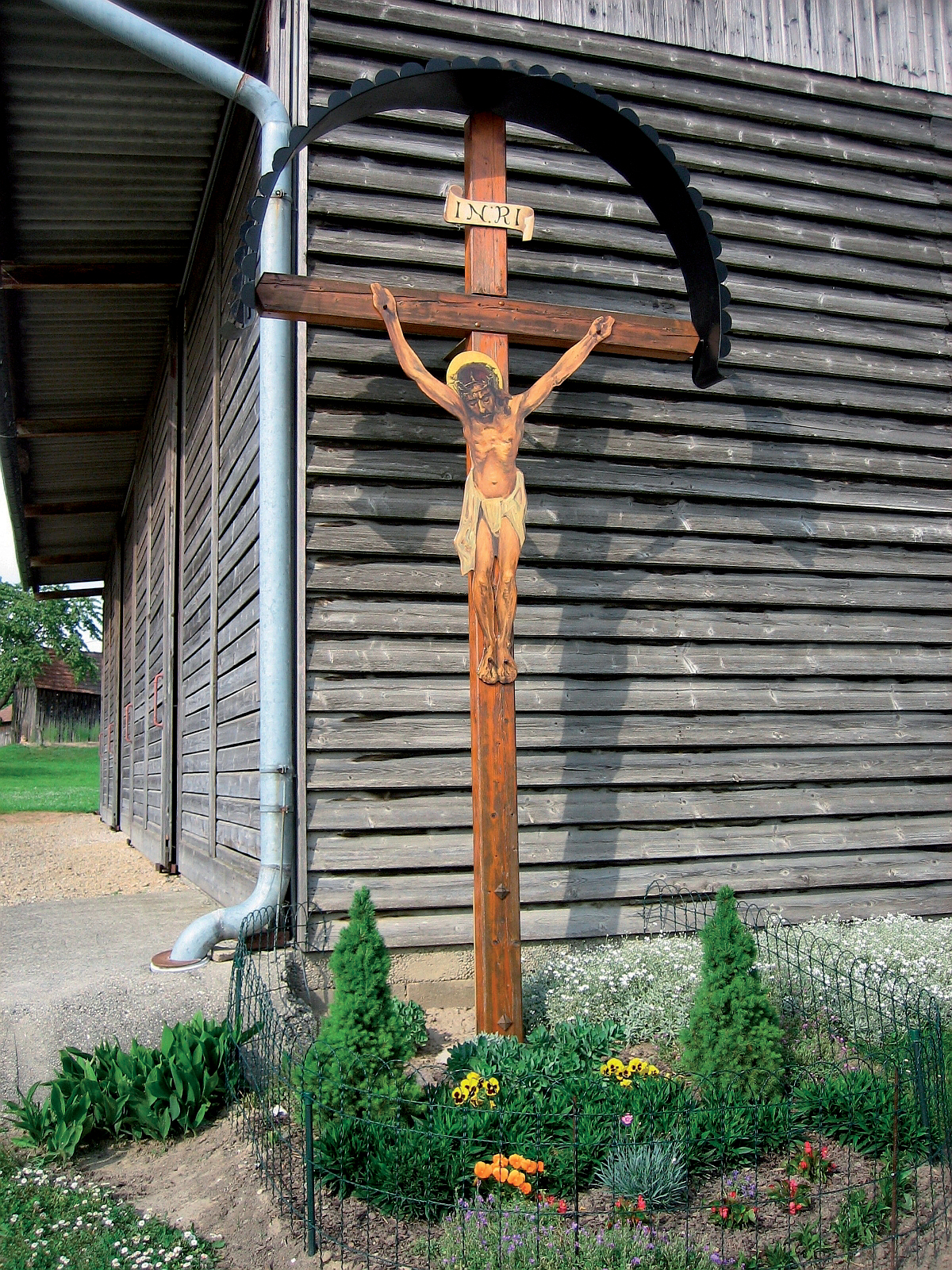
Nägerlkreuz

## Die Marktgemeinde Hausleiten
| Pettendorf | Seitzersdorf-Wolfpassing | Zissersdorf |
| Gaisruck   | Hausleiten               | Goldgeben   |
| Perzendorf | Zaina                    | Schmida     |